# Dobroslav
Dobroslav (in ucraino Доброслав?) è un insediamento rurale ucraino (6791 abitanti) nel distretto di Odessa, nell'oblast' di Odessa. Ospita l'amministrazione della comunità territoriale di Dobroslav, una delle comunità territoriali dell'Ucraina.
Fino al 18 luglio 2020 Dobroslav era il centro amministrativo del distretto di Lyman, abolito come parte della riforma amministrativa dell'Ucraina, che ha ridotto a sette il numero dei distretti dell'oblast' di Odessa. L'area del distretto di Lyman è stata suddivisa fra il distretto di Odessa e il distretto di Berezivka. L'insediamento di Dobroslav è stato fuso nel distretto di Odessa.
Fino al 26 gennaio 2024 Dobroslav era classificata come insediamento di tipo urbano. Da tale data è entrata in vigore una nuova legge che ha abolito questo status e Dobroslav è stata riclassificata come insediamento rurale,
Dal 1935 al 2016 era chiamata Kominternivs'ke (in ucraino Комінтернівське?).